# Siükh
Siükh (en rus: Сиух) és un poble de la república del Daguestan, a Rússia. Segons el cens del 2010 tenia 3.313 habitants.